# Canthigaster margaritata
Canthigaster margaritata е вид лъчеперка от семейство Tetraodontidae. Видът не е застрашен от изчезване.

## Разпространение и местообитание
Разпространен е в Джибути, Египет, Еритрея, Йемен, Израел, Йордания, Саудитска Арабия и Судан.
Среща се на дълбочина от 6 до 70 m, при температура на водата около 26,2 °C и соленост 36 ‰.

## Описание
На дължина достигат до 31,2 cm.